# Tricondyloides rugifrons
Tricondyloides rugifrons är en skalbaggsart som beskrevs av Stefan von Breuning 1951. Tricondyloides rugifrons ingår i släktet Tricondyloides och familjen långhorningar. Inga underarter finns listade i Catalogue of Life.